# ICOS (CD278)
Indukovatelný T buněčný kostimulátor je imunitní checkpoint protein, který je u lidí kódován ICOS genem .    Gen pro ICOS se nachází na chromozomu 2q33–34, v blízkosti genů CTLA-4 a CD28.
CD278 nebo ICOS (Inducible T cell COStimulator) je kostimulační molekula z CD28 superrodiny, která je exprimována na aktivovaných T buňkách a některých dendritických buňkách. Předpokládá se, že je důležitá zejména pro funkci Th buněk.  
ICOS je stejně jako CD28 důležitý pro zprostředkování sekundárního kostimulačního signálu, který umožňuje aktivaci T buněk po kontaktu T buněčného receptoru (TCR) s komplexem peptid-MHC I či II. Tento proces je umlčován expresí molekuly CTLA-4. 

## Struktura
Protein kódovaný tímto genem patří do rodiny receptorů buněčného povrchu CD28 a CTLA-4. ICOS je transmembránovou molekulou typu I, vykazuje s molekulami CD28 a CTLA-4 vysokou strukturní homologii. Vytváří homodimery propojené disulfidickými můstky a hraje důležitou roli v signalizaci mezi buňkami, imunitní odpovědi a regulaci buněčné proliferace. 

## Funkce
ICOS signalizace je zahájena po navázání na specifický ICOS ligand (ICOSL, CD275, B7-H2, B7h, B7RP-1), který je exprimován na antigen prezentujících buňkách (dendritických buňkách, makrofázích i B buňkách) a také na nehematopoetických endoteliálních buňkách. Exprese ICOSL se zvyšuje po jejich stimulaci zánětlivými mediátory (TNF-α). Zesiluje všechny základní odpovědi T lymfocytů na cizí antigen včetně proliferace, sekrece cytokinů a exprese molekul buněčné interakce. Reaktivuje paměťové a efektorové T buňky v endoteliu (např. v plicních alveolech). Efektivně napomáhá v sekreci protilátek B buňkami.
Kostimulace T buněk skrze ICOS nebo CD28 zvyšuje expresi CD154, která je potřebná pro interakci T a B lymfocytů, a molekuly CD69, CD25 či CD27 typické pro časnou aktivaci T buněk.
Přes jasnou kooperaci ICOS a CD28 se tyto molekuly liší svou expresí na buňkách. Zatímco CD28 jsou konstitutivně exprimovány na téměř všech CD4+ a na 50 % CD8+ T buněk, exprese ICOS, jak název napovídá, je vždy indukována de novo po crosslinkingu TCR anebo CD28 kostimulaci. CD28 a ICOS molekuly koindukují společně mnoho cytokinů, ale pouze CD28 silně indukuje produkci IL-2, kdežto ICOS působí velmi efektivně v indukci syntézy protizánětlivého cytokinu IL-10 a také IL-4, 5 a 6 a dalších. ICOS tak zesiluje funkci populací Th1, Th2 i Th17 lymfocytů.
ICOS hraje podstatnou roli ve vytváření a udržování germinálních center sekundárních lymfatických orgánů. Kostimulací přes ICOS se Th buňky diferencují do Tfh lymfocytů, které jsou esenciální pro afinitní maturaci B lymfocytů, a směřují jejich migraci do folikulů.

## Fenotyp ICOS -/- buněk
Ve srovnání s naivními T buňkami divokého typu mají ICOS - / - T buňky aktivované anti- CD3 sníženou proliferaci a sekreci IL-2.  Defekt v proliferaci lze opravit přidáním IL-2 do kultury, což naznačuje, že proliferativní defekt je způsoben buď sekrecí IL-2 zprostředkovanou ICOS, nebo aktivací podobných signálních drah mezi ICOS a IL-2. Pokud jde o sekreci cytokinů buňkami Th1 a Th2, ICOS - / - CD4+ T buňky aktivované in vitro měly sníženou sekreci IL-4 při zachování podobné sekrece IFN-γ. Podobně CD4+ T buňky purifikované z ICOS - / - myší imunizovaných proteinovým keyhole limpet hemocyaninem (KLH) v kamenci nebo Freundovým adjuvans snížily sekreci IL-4, ale neměly ovlivněnu sekreci IFN-γ a IL-5.
Tato data jsou podobná modelu přecitlivělosti dýchacích cest vykazujícímu podobnou sekreci IL-5, ale sníženou sekreci IL-4 v reakci na senzibilizaci proteinem Ova. To naznačuje defekt v sekreci cytokinů Th2, ale ne defekt v diferenciaci Th1, jelikož IL-4 i IL-5 jsou s Th2 spojené cytokiny. V souladu se sníženou odpovědí Th2 měly ICOS - / - myši sníženou tvorbu zárodečných center a nižší titry protilátek IgG1 a IgE v reakci na imunizaci.

## Využití v onkologické léčbě
ICOS je využíván jako biomarker účinnosti checkpoint inhibitorů při léčbě některých nádorových onemocnění.
Pacienti s melanomem léčení ipilimumabem, plně lidskou monoklonální protilátkou anti-CTLA-4, exprimovali zvýšené množství ICOS+ T buněk v nádorových tkáních a krvi. Zvýšení sloužilo jako farmakodynamický biomarker léčby anti-CTLA-4 . U myší divokého typu C57BL/6 vedla léčba anti-CTLA-4 k potlačení nádoru u 80 až 90% subjektů, ale u myší, které byly deficientní buď na ICOS nebo na jeho ligand ( ICOSLG), byla účinnost nižší než 50 %. Agonistický stimul pro dráhu ICOS během léčby anti-CTLA-4 vedl ke zvýšení účinnosti, která byla asi čtyřikrát až pětkrát vyšší než u kontrolních léčení.

ICOS vykazuje dualistické chování v onkogenezi, protože může jak zlepšit protinádorové reakce T buněk, tak podpořit vývoj nádoru. Existuje velká variabilita exprese ICOS v mikroprostředí nádoru, stejně jako jeho prognostický dopad, který se může lišit v závislosti na histologickém typu onemocnění. Terapeutická modulace dráhy ICOS / ICOSL se může opírat o antagonistické a agonistické mAb, které jsou v současné době testovány v několika klinických studiích.